# Xã Richfield, Quận Spink, Nam Dakota
Xã Richfield (tiếng Anh: Richfield Township) là một xã thuộc quận Spink, tiểu bang Nam Dakota, Hoa Kỳ. Năm 2010, dân số của xã này là 25 người.